# Jüdischer Friedhof (Kynšperk nad Ohří)

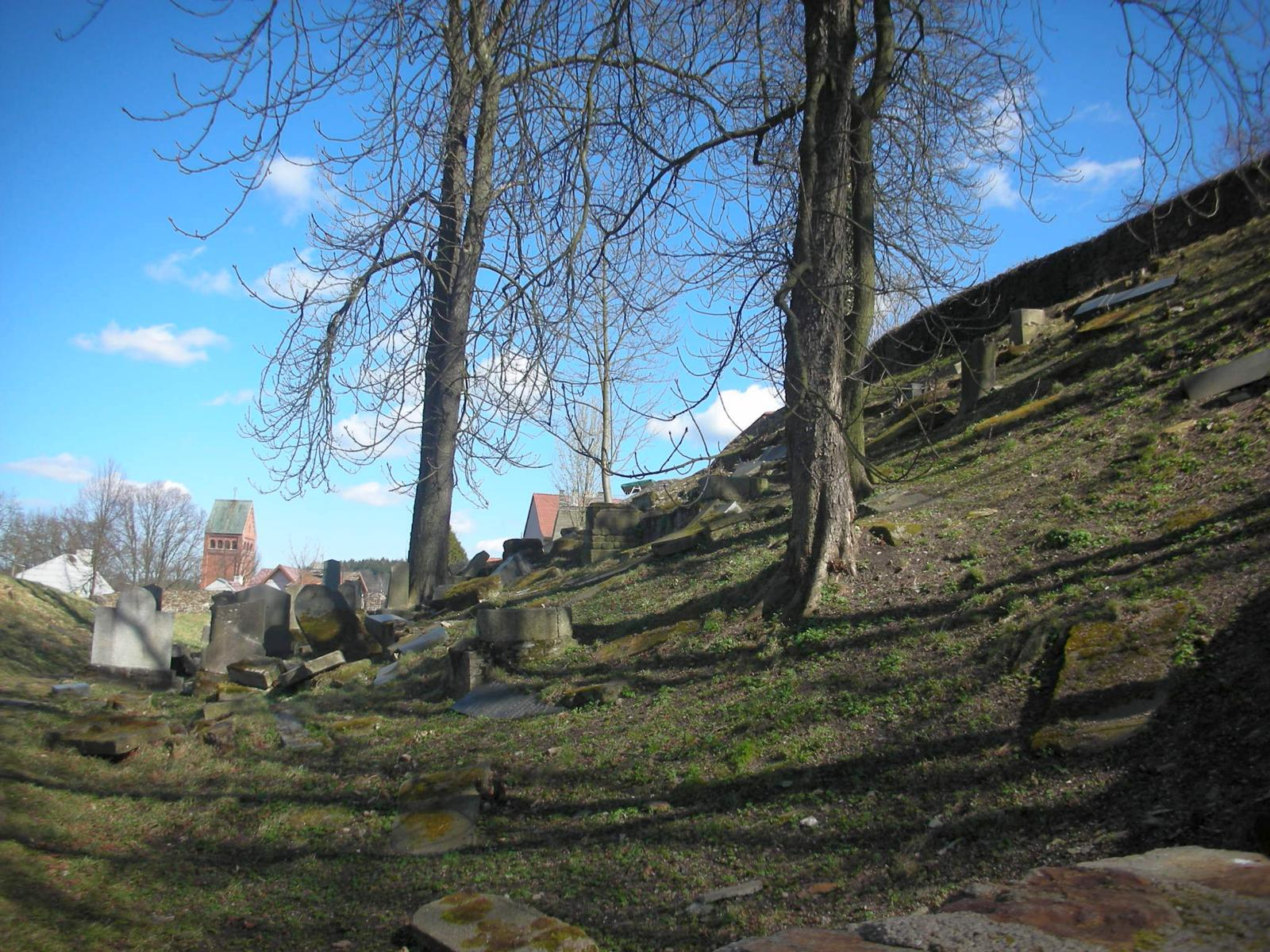
Jüdischer Friedhof in Kynšperk nad Ohří am Schlossberg

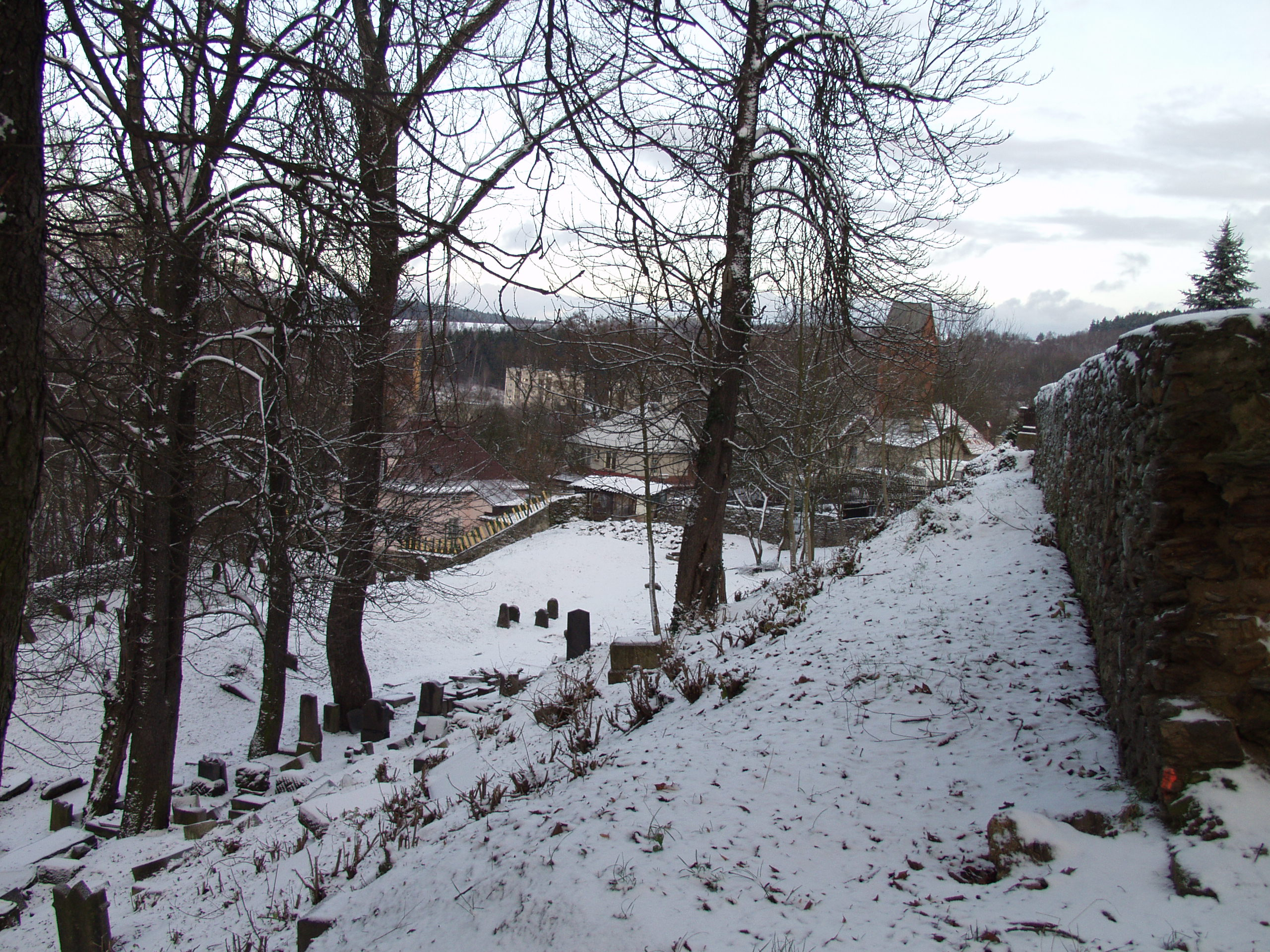
Jüdischer Friedhof in Kynšperk nad Ohří

Der Jüdische Friedhof Kynšperk nad Ohří ist ein jüdischer Friedhof in Kynšperk nad Ohří (deutsch Königsberg an der Eger), einer Stadt im Okres Sokolov in Tschechien.
Der Friedhof wurde im 17. Jahrhundert angelegt; der älteste Grabstein stammt aus dem Jahr 1605. Der Friedhof wurde im November 1938 von den Nazis schwer beschädigt. Die letzte Bestattung – das Begräbnis des Malers und Grafikers Fritz Lederer – fand im Jahr 1949 statt, danach verödete das Gelände; ab 2005 wurde jedoch der Versuch unternommen, zumindest teilweise einige Grabsteine zu restaurieren.